# Tierra (album)

## Tierra  (album)
Tierra – drugi album wydany  przez L’Arc-en-Ciel 14 lipca 1994.

## Utwory
1. „In the Air"-4:51
2. „All Dead”-4:17
3. „Blame” -5:11
4. „Wind of Gold"-4:29
5. „Blurry Eyes"-4:20
6. „Inner Core"-5:31
7. „Nemuri ni Yosete” (眠りによせて)-5:15
8. „Kaze no Yukue” (風の行方)-5:24
9. „Hitomi ni Utsuru Mono” (瞳に映るもの)-4:47
10. „White Feathers"-7:58